# 안찰 샤르마
안찰 샤르마(네팔어: आँचल शर्मा, 1995년 3월 18일 ~ )는 네팔의 배우, 모델이다.